# Distrito de Bobigny
El distrito de Bobigny es un distrito (en francés arrondissement) de Francia, que se localiza en el departamento de Sena-San Denis (en francés Seine-Saint-Denis), de la región de Isla de Francia. Cuenta con 17 cantones y 15 comunas.
El Chef-lieu de un departamento se llama subprefectura (sous-préfecture). Cuando un departamento contiene la prefectura del departamento, esa prefectura es el chef-lieu del distrito, y se comporta tanto como una prefectura como una subprefectura.

## División territorial

### Cantones
Los cantones del distrito de Bobigny son:
1. Cantón de Bagnolet
2. Cantón de Bobigny
3. Cantón de Bondy-Nord-Ouest
4. Cantón de Bondy-Sud-Est
5. Cantón de Le Bourget
6. Cantón de Drancy
7. Cantón de Les Lilas
8. Cantón de Montreuil-Est
9. Cantón de Montreuil-Nord
10. Cantón de Montreuil-Ouest
11. Cantón de Noisy-le-Sec
12. Cantón de Pantin-Est
13. Cantón de Pantin-Ouest
14. Cantón de Les Pavillons-sous-Bois
15. Cantón de Romainville
16. Cantón de Rosny-sous-Bois
17. Cantón de Villemomble

### Comunas
| 1. Bagnolet (93006)     | 2. Bobigny (93008)          | 3. Bondy (93010)                    | 4. Le Bourget (93013)            |
| 5. Drancy (93029)       | 6. Dugny (93030)            | 7. Les Lilas (93045)                | 8. Montreuil (93048)             |
| 9. Noisy-le-Sec (93053) | 10. Pantin (93055)          | 11. Les Pavillons-sous-Bois (93057) | 12. Le Pré-Saint-Gervais (93061) |
| 13. Romainville (93063) | 14. Rosny-sous-Bois (93064) | 15. Villemomble (93077)             |                                  |